# Isohypsibius pseudoundulatus
Isohypsibius pseudoundulatus är en djurart som tillhör fylumet trögkrypare, och som först beskrevs av da Cunha och do Nascimento Ribeiro 1946.  Isohypsibius pseudoundulatus ingår i släktet Isohypsibius och familjen Hypsibiidae. Inga underarter finns listade i Catalogue of Life.